# Nye 48 timer
Nye 48 timer er en amerikansk film fra 1990 af Walter Hill.

## Medvirkende
- Eddie Murphy som Reggie Hammond
- Nick Nolte som Jack Cates
- Brion James som Ben Kehoe / The Iceman
- Kevin Tighe som Blake Wilson
- Ed O'Ross som Frank Cruise
- David Anthony Marshall som Willie Hickok
- Andrew Divoff som Richard "Cherry" Ganz
- Bernie Casey som Kirkland Smith